# 石井めぐ
石井 めぐ（いしい めぐ、1982年9月25日 -  ）は、日本の女性ファッションモデルである。神奈川県横浜市出身。血液型B型。株式会社ピーチに所属していた。
2014年、ブログ(現在は削除)にて結婚を発表した。2015年にマレーシアに移住をした。2018年頃から日本に帰国した様子。帰国以前から夫への記述や写真などが一切なくなった。

## 略歴
1998年、『egg（エッグ）』で初めて雑誌に登場。その後『Popteen』の専属モデルとして活躍し、ティーンエージャーの女性を中心に人気を集めた。
2003年12月、日本電気(株)主催の『ムーバN505iS』発売記念イベントに、モデルの橋本春花、関根綾佳と共に出演。クリスマスデートに着て行きたいコーディネートを披露した。

## 人物
ストレスの解消法はジムで走ること、ショッピングなど。
愛犬家であり、犬を2匹飼っている。
憧れている女性有名人は井川遥。好きなお笑い芸人はさまぁ〜ず、ダウンタウンの浜田雅功。好きなキャラクターはハローキティ。
同じく『Popteen』のモデルを勤めていた星野千恵と仲が良く、ブログで「大切な心友」と紹介している。
美容室が好きで、日本で暮らしていた時は月に数回通いつめていた。
体のあちこちにタトゥー、ボディピをいれている。

## 出演

### 雑誌
- Popteen - 角川春樹事務所
- egg - 大洋図書
- NAIL VENUS - 実業之日本社
- ReAL - 英知出版社
- ENVY - KKベストセラーズ
- 時代を創るガールズカルチャー - ゴマブックス株式会社

### 広告
- エクセル（美容室）